# Schweinefabrik von Freirina
Die Schweinefabrik von Freirina in der Region Atacama in Chile ist eine Zuchtanlage und Schlachteinheit zur intensiven Produktion von Schweinekörpern für den menschlichen Verzehr, die vom chilenischen Nahrungsmittelkonzern Agrosuper betrieben wird. Mit einer geplanten Kapazität von 2,3 Millionen Tieren ist sie eine der größten Anlagen ihrer Art weltweit. Die Anlage rief seit Anbeginn des Projektes Widerstand in der lokalen Bevölkerung hervor, der im Mai 2012 eskalierte.

## Vorgeschichte
2007 begann Agrosuper mit dem Bau der Anlage, die 2011 den Betrieb aufnahm. Im September 2011 gab es in dem von 5600 Menschen bewohnten Dorf Freirina die erste formale Beschwerde wegen des Geruchs, der von der Anlage ausgeht. Es fanden dann Protestmärsche der Grundschulen statt, die sich nicht mehr im Stande sahen, Unterricht abzuhalten. Ab Februar 2012 wurden regelmäßige offene Versammlungen unter dem Bündnisnamen Freirina Conciente abgehalten. Als ein Ergebnis gab es am 24. März einen Karneval. Von da an gab es immer öfter Versammlungen auf der Plaza de Armas und auch erste friedliche Cacerolazos.

## Erste Blockaden
Am 21. April 2012 war der Geruch besonders stark und es formierten sich bis zu acht voneinander unabhängige Blockaden aus diversen Spontandemonstrationen, wobei zwei davon an Punkten errichtet wurden, die dazu geeignet waren, den Straßenverkehr zu unterbinden. Im Zeitraum bis zum 17. Mai gab es immer wieder kürzere Blockaden und es scheiterten Gespräche mit der lokalen Regierung. 
Am 17. Mai wurde die Blockade dauerhaft errichtet und mit improvisierten Camps befestigt. Am 20. Mai griffen Einheiten der Carabineros die Camps an und verhafteten neun schlafende Personen. Bei spontanen Demonstrationen gab es laut einer peruanischen Tageszeitung 32 Verletzte. Ein Blog berichtete unter Berufung auf Aussagen aus der Bevölkerung vom Abwurf einer nicht identifizierten schwarzen Chemikalie auf die Blockaden durch Polizeihubschrauber und massenhaftem Erbrechen der Menschen in der Folge. Ein Kommuniqué der Bürgerschaft sprach vom Einsatz militärischer Gewalt, insbesondere von Tränengas, Wasserwerfern und Gummigeschossen. Zwei Polizeipanzer brannten nach Angriffen der Dorfbewohner aus. Isabel Allende und zwei weitere chilenische Abgeordnete solidarisierten sich mit der ansässigen Bevölkerung durch ihren Protest beim Discurso del 21 de mayo, einer traditionellen Ansprache des Präsidenten an die Nation.
Bei einem Treffen in Maitencillos zwischen Beauftragten der Regierung, des Konzerns und Menschen aus den Bewegungen wurde eine vorübergehende Schließung der Anlage aus sanitären Gründen per Dekret verkündet. Entweder durch die Blockaden oder durch geflohene Arbeitskräfte waren die Tiere etwa eine Woche lang nicht versorgt worden und laut dem Unternehmen war ein hinnehmbarer Gesundheitszustand nicht mehr herstellbar. Das Unternehmen kündigte an, sich nicht gegen die Entscheidung zu stellen. Die Dorfbewohner hoben daraufhin die Blockaden auf und gestatteten den Zutritt für Veterinäre. Am 28. Mai wurde durch CEO José Guzmán bekannt, dass das Unternehmen die 450.000 Tiere nicht evakuieren, sondern töten und beseitigen will.